# Santa Maria della Divina Provvidenza
Santa Maria della Divina Provvidenza är en dekonsekrerad kyrkobyggnad i Rom, helgad åt Jungfru Maria och särskilt åt hennes roll som Vår Fru av den Gudomliga Försynen. Kyrkan är belägen vid Via Alessandro Volta i Rione Testaccio och tillhörde tidigare församlingen Santa Maria Liberatrice.

## Historia
År 1832 grundade vördnadsvärda Maria Elena Bettini (1814–1894) kongregationen Figlie della Divina Provvidenza, Den gudomliga Försynens döttrar, med uppgift att undervisa fattiga flickor. Grundandet skedde med stöd av barnabiterna i San Carlo ai Catinari och kongregationen uppkallades efter en undergörande ikon i denna kyrka – Santa Maria della Divina Provvidenza. Kongregationens första kloster flyttades till stadsdelen Testaccio, som vid den tiden hade börjat att befolkas av arbetarklass. Kyrkobyggnaden i nybarock ritades av arkitekten Antonio Lenti och konsekrerades år 1889. Mariadöttrarnas institution hyste barnhem, flickskola, ett litet sjukhus samt soppkök.
Klostret utgjorde kongregationens moderhus, tills det i slutet av 1900-talet flyttade till moderna lokaler vid Via Matteo Bartoli i Quartiere Giuliano-Dalmata i södra Rom. Döttrarnas komplex vid Via Alessandro Volta stängdes år 2008.

## Fasaden
I den nedre våningen flankerar fyra doriska pilastrar ingångsportalen, vilken kröns av ett segmentbågeformat pediment. Mellan pilasterparen finns två tomma rektangulära paneler. Ovanför entablementet reser sig ett fönster och på sidorna två tomma tondi. Övervåningens mittparti avslutas med ett triangulärt pediment med ett krönande kors.

## Interiören
Högaltaruppsatsen består av en reproduktion av Maria-ikonen Santa Maria della Divina Provvidenza, omgiven av en gyllene strålkrans.